# Список награждённых медалью Франциска Скорины (2000—2009)

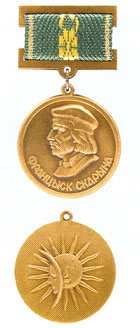
Медаль Франциска Скорины

Медаль Франциска Скорины (бел. Медаль Францыска Скарыны) — самая старая из медалей Республики Беларусь. Была учреждена в 1989 году. Медалью награждаются деятели образования, науки, культуры за высокие достижения в своей деятельности.

## За 2000 год
Число награждённых — 17 человек.
| № п/п | Стра на             | Фамилия Имя Отчество          | Должность либо профессия на момент награждения                                                                                                  | Дата награждения (выхода указа) |
| ----- | ------------------- | ----------------------------- | --- | ------------------------------- |
| 137   | Флаг Беларуси       | Ищенко, Владимир Иванович     | Заведующий кафедрой технологии лекарственных форм Витебского государственного ордена Дружбы народов медицинского университета                   | 2 марта 2000 года               |
| 138   | Флаг Беларуси       | Вотяков, Вениамин Иосифович   | Главный научный сотрудник отдела ингибиторов вирусной активности Белорусского научно-исследовательского института эпидемиологии и микробиологии | 23 марта 2000 года              |
| 139   | Флаг Беларуси       | Фельдман, Эсфир Владимирович  | Главный научный сотрудник иммунопрофилактики Белорусского научно-исследовательского института эпидемиологии и микробиологии                     | 23 марта 2000 года              |
| 140   | Флаг России         | Лиханов, Альберт Анатольевич  | Председатель Российского детского фонда, Президент Международной ассоциации детских фондов                                                      | 21 апреля 2000 года             |
| 141   | Флаг Беларуси       | Забела, Владимир Павлович     | Заведующий кафедрой кинотелеискусства Белорусской академии искусств                                                                             | 5 июня 2000 года                |
| 142   | Флаг Болгарии       | Вылчев, Найден Станев         | Поэт, переводчик, публицист | 23 июня 2000 года               |
| 143   | Флаг Беларуси       | Черепица, Валерий Николаевич  | Заведующий кафедрой истории славянских государств Гродненского государственного университета имени Янки Купалы                                  | 18 июля 2000 года               |
| 144   | Флаг Беларуси       | Потлава, Зинаида Николаевна   | Библиограф Брестской областной библиотеки имени М.Горького                                                                                      | 26 июля 2000 года               |
| 145   | Флаг Беларуси       | Агабеков, Владимир Енокович   | Директор Института химии новых материалов НАН Белоруссии                                                                                        | 15 августа 2000 года            |
| 146   | Флаг Беларуси       | Багина, Иосиф Иванович        | Главный редактор газеты «Гродненская правда» | 6 октября 2000 года             |
| 147   | Флаг Беларуси       | Беспалов, Сергей Михайлович   | Первый заместитель главного редактора газеты «Гомельская правда»                                                                                | 6 октября 2000 года             |
| 148   | Флаг Беларуси       | Воробьёв, Василий Петрович    | Декан факультета журналистики Белорусского государственного университета                                                                        | 6 октября 2000 года             |
| 149   | Флаг Великобритании | Гай де Пикардо                | Профессор, музыкант | 9 ноября 2000 года              |
| 150   | Флаг Беларуси       | Букач, Антон Васильевич       | Директор Кобринского высшего профессионального училища изобразительного искусства и народных художественных промыслов                           | 16 ноября 2000 года             |
| 151   | Флаг Беларуси       | Коновальчик, Ирина Викторовна | Художественный руководитель ансамбля «Бліскавіца»                                                                                               | 16 ноября 2000 года             |
| 152   | Флаг Беларуси       | Солопов, Михаил Григорьевич   | Профессор Белорусской государственной академии музыки                                                                                           | 7 декабря 2000 года             |
| 153   | Флаг Беларуси       | Якушко, Ольга Филипповна      | Профессор кафедры общего землеведения Белорусского государственного университета                                                                | 15 декабря 2000 года            |

## За 2001 год
Число награждённых — 22 человека.
| № п/п | Стра на       | Фамилия Имя Отчество            | Должность либо профессия на момент награждения | Дата награждения (выхода указа) |
| ----- | ------------- | ------------------------------- | --- | ------------------------------- |
| 154   | Флаг Беларуси | Пилиневич, Леонид Петрович      | Заведующий лабораторией Научно-исследовательского института порошковой металлургии                                                                  | 11 января 2001 года             |
| 155   | Флаг России   | Швыдкой, Михаил Ефимович        | Министр культуры Российской Федерации | 12 января 2001 года             |
| 156   | Флаг России   | Доронина, Татьяна Васильевна    | Художественный руководитель Московского Художественного академического театра имени М.Горького                                                      | 12 января 2001 года             |
| 157   | Флаг России   | Макаров, Игорь Викторович       | Президент группы компаний «Итера» | 12 января 2001 года             |
| 158   | Флаг Беларуси | Чернобаев, Виктор Максимович    | Ведущий мастер сцены Национального академического театра оперы Республики Беларусь                                                                  | 2 февраля 2001 года             |
| 159   | Флаг Беларуси | Леганьков, Виктор Фёдорович     | Первый заместитель главного редактора газеты «Белорусская нива»                                                                                     | 23 февраля 2001 года            |
| 160   | Флаг Беларуси | Гумилевский, Лев Николаевич     | Художник-скульптор | 9 марта 2001 года               |
| 161   | Флаг Беларуси | Рей, Иван Петрович              | Художник | 9 марта 2001 года               |
| 162   | Флаг Беларуси | Бондарчик, Василий Кириллович   | Главный научный сотрудник Института искусствоведения, этнографии и фольклора имени Кандрата Крапивы НАН Белоруссии                                  | 9 марта 2001 года               |
| 163   | Флаг России   | Игнатенко, Виталий Никитич      | Генеральный директор ИТАР-ТАСС | 25 марта 2001 года              |
| 164   | Флаг Латвии   | Абола, Мирдза Эдуардовна        | Президент Латвийской ассоциации белорусистов | 2 мая 2001 года                 |
| 165   | Флаг Беларуси | Лаптёнок, Игорь Николаевич      | Директор издательства «Народная асвета» | 16 мая 2001 года                |
| 166   | Флаг Беларуси | Кривицкий, Александр Антонович  | Ведущий научный сотрудник Института языковедения имени Якуба Колоса                                                                                 | 6 августа 2001 года             |
| 167   | Флаг Беларуси | Мотеленко, Леонид Александрович | Редактор Миорской районной газеты «Сцяг працы» | 8 сентября 2001 года            |
| 168   | Флаг Беларуси | Сахарчук, Анна Николаевна       | Учитель истории № 3 г. Берёзовка | 11 октября 2001 года            |
| 169   | Флаг Беларуси | Степанцевич, Калерия Иосифовна  | Профессор Белорусской государственной академии музыки                                                                                               | 11 октября 2001 года            |
| 170   | Флаг Беларуси | Поплавская, Наталья Николаевна  | Художник-график | 24 октября 2001 года            |
| 171   | Флаг Беларуси | Остапеня, Александр Павлович    | Директор Междуведомственного центра проблем национальных парков и заповедников                                                                      | 1 ноября 2001 года              |
| 172   | Флаг Беларуси | Рахманько, Евгений Михайлович   | Генеральный директор учебно-научно-производственного РУП «Унітэхпрам»                                                                               | 1 ноября 2001 года              |
| 173   | Флаг Беларуси | Ровдо, Виктор Владимирович      | Заведующий кафедрой хорового дирижирования Белорусской государственной академии музыки                                                              | 22 ноября 2001 года             |
| 174   | Флаг Беларуси | Коломиец, Наталья Дмитриевна    | Заместитель директора по научной работе Республиканского научно-практического центра по экспертной оценке качества и безопасности продуктов питания | 11 декабря 2001 года            |
| 175   | Флаг Беларуси | Иванов, Леонид Леонидович       | Декан педагогического факультета Белорусской государственной академии музыки                                                                        | 18 декабря 2001 года            |

## За 2002 год
Число награждённых — 32 человека.
| № п/п | Стра на       | Фамилия Имя Отчество                | Должность либо профессия на момент награждения                                                                                              | Дата награждения (выхода указа) |
| ----- | ------------- | ----------------------------------- | --- | ------------------------------- |
| 176   | Флаг Беларуси | Муравейко, Иван Андреевич           | Писатель | 8 января 2002 года              |
| 177   | Флаг Беларуси | Астапов, Анатолий Архипович         | Заведующий кафедрой детских инфекционных болезней Белорусского государственного медицинского университета                                   | 28 января 2002 года             |
| 178   | Флаг Беларуси | Тевасян, Тамара Анатольевна         | Артистка Брестского театра кукол | 28 января 2002 года             |
| 179   | Флаг Беларуси | Гимпель, Ирина Андреевна            | Руководитель сектора начальной школы лаборатории общего среднего образования Научно-методического центра учебной книги и средств обучения   | 4 февраля 2002 года             |
| 180   | Флаг Беларуси | Роговцов, Василий Иванович          | Заведующий кафедрой белорусского языка Могилёвского государственного университета имени А.Кулешова                                          | 4 февраля 2002 года             |
| 181   | Флаг Беларуси | Севернёв, Михаил Максимович         | Главный научный сотрудник Белорусского научно-исследовательского института механизации сельского хозяйства                                  | 4 февраля 2002 года             |
| 182   | Флаг Беларуси | Рахленко, Валентин Леонидович       | Профессор Белорусской государственной академии музыки                                                                                       | 15 февраля 2002 года            |
| 183   | Флаг России   | Фёдоров, Александр Германович       | Заместитель губернатора Ярославской области                                                                                                 | 2 апреля 2002 года              |
| 184   | Флаг Беларуси | Макарова, Валентина Степановна      | Директор гимназии № 1 г. Гродно | 2 апреля 2002 года              |
| 185   | Флаг Беларуси | Гарелик, Пётр Васильевич            | Ректор Гродненского государственного медицинского университета                                                                              | 7 июня 2002 года                |
| 186   | Флаг Беларуси | Жданок, Сергей Александрович        | Заместитель директора по научной работе института тепло- и массообмена имени А. В. Лыкова НАН Белоруссии, член-корреспондент НАН Белоруссии | 7 июня 2002 года                |
| 187   | Флаг Беларуси | Гуринович, Ирина Михайловна         | Заведующий корреспондентской сетью газеты «Советская Белоруссия»                                                                            | 26 июня 2002 года               |
| 188   | Флаг Беларуси | Петропавловский, Николай Николаевич | Обозреватель газеты «Советская Белоруссия»                                                                                                  | 26 июня 2002 года               |
| 189   | Флаг Беларуси | Ромашкевич, Елена Александровна     | Артистка государственного академического народного хора Республики Беларусь                                                                 | 26 июня 2002 года               |
| 190   | Флаг Беларуси | Савченко, Аркадий Маркович          | Солист оперы, ведущий мастер сцены Национального академического Большого театра оперы Республики Беларусь                                   | 26 июня 2002 года               |
| 191   | Флаг Беларуси | Запартыка, Анна Вячеславовна        | Директор Белорусского государственного архива-музея литературы и искусства                                                                  | 25 июля 2002 года               |
| 192   | Флаг Беларуси | Бибиков, Владимир Яковлевич         | Редактор отдела газеты «Советская Белоруссия»                                                                                               | 6 августа 2002 года             |
| 193   | Флаг Беларуси | Таранда, Александр Михайлович       | Заместитель главного редактора газеты «Советская Белоруссия»                                                                                | 6 августа 2002 года             |
| 194   | Флаг Беларуси | Жук, Валентина Алексеевна           | Главный специалист главной отраслевой службы стандартизации Национальной книжной палаты Белоруссии                                          | 6 августа 2002 года             |
| 195   | Флаг Беларуси | Михаевич, Михаил Васильевич         | Первый заместитель главного редактора газеты «Звязда»                                                                                       | 2 октября 2002 года             |
| 196   | Флаг Беларуси | Наркевич, Владимир Браниславович    | Главный редактор газеты «Звязда» | 2 октября 2002 года             |
| 197   | Флаг Беларуси | Прокопчик, Борис Георгиевич         | Обозреватель газеты «Звязда» | 2 октября 2002 года             |
| 198   | Флаг Беларуси | Рыженкова, Людмила Ивановна         | Заместитель главного редактора газеты «Звязда»                                                                                              | 2 октября 2002 года             |
| 199   | Флаг Беларуси | Миско, Иван Якимович                | Художник-скульптор | 2 ноября 2002 года              |
| 200   | Флаг Беларуси | Сивакова, Елена Алексеевна          | Заведующий отделом комплектования Национальной библиотеки Белоруссии                                                                        | 2 ноября 2002 года              |
| 201   | Флаг Беларуси | Русецкий, Аркадий Владимирович      | Ректор Витебского государственного университета имени П. А. Машерова                                                                        | 5 ноября 2002 года              |
| 202   | Флаг Беларуси | Корнелюк, Александр Иванович        | Начальник лаборатории отдела электоронных систем научно-производственного РУП «КБДЭМ-ОМА»                                                   | 5 ноября 2002 года              |
| 203   | Флаг Беларуси | Мазаник, Василий Михайлович         | Технический директор научно-производственного РУП «КБДЭМ-ЗА»                                                                                | 5 ноября 2002 года              |
| 204   | Флаг России   | Отчерцов, Валерий Георгиевич        | Председатель правления товарищества с ограниченной ответственностью «Итера Холдинг»                                                         | 7 ноября 2002 года              |
| 205   | Флаг России   | Маркоценко, Валерий Леонтьевич      | Президент товарищества с ограниченной ответственностью «Омрания Менеджмент»                                                                 | 7 ноября 2002 года              |
| 206   | Флаг России   | Скиданов, Геннадий Николаевич       | Заместитель председателя правления товарищества с ограниченной ответственностью «Нефтегазовая компания „Итера“»                             | 7 ноября 2002 года              |
| 207   | Флаг Беларуси | Герасимович, Эдуард Иванович        | Директор Национального академического драматического театра имени М.Горького                                                                | 10 декабря 2002 года            |

## За 2003 год
Число награждённых — 14 человек.
| № п/п | Стра на       | Фамилия Имя Отчество            | Должность либо профессия на момент награждения                                                                                      | Дата награждения (выхода указа) |
| ----- | ------------- | ------------------------------- | --- | ------------------------------- |
| 208   | Флаг Беларуси | Тугай, Владимир Васильевич      | Декан исторического факультета Белорусского государственного педагогического университета                                           | 9 января 2003 года              |
| 209   | Флаг Беларуси | Сетковская, Надежда Павловна    | Директор библиотеки Белорусского государственного педагогического университета                                                      | 9 января 2003 года              |
| 210   | Флаг Беларуси | Валевич, Роза Петровна          | Заведующий кафедрой экономики торговли Белорусского государственного экономического университета                                    | 22 мая 2003 года                |
| 211   | Флаг Беларуси | Матецкий, Геннадий Петрович     | Декан вычислительно-экономического факультета Белорусского государственного экономического университета                             | 22 мая 2003 года                |
| 212   | Флаг Беларуси | Хорошко, Геннадий Игнатьевич    | Доцент кафедры «Философия, история и политология» Белорусского государственного университета транспорта                             | 9 июня 2003 года                |
| 213   | Флаг Беларуси | Секунов, Василий Сергеевич      | Старший преподаватель кафедры «Физическое воспитание и спорт»                                                                       | 9 июня 2003 года                |
| 214   | Флаг Польши   | Ласкевич, Валентина Емельяновна | Секретарь главного правления Белорусского общественно-культурного товарищества в Польше                                             | 18 июня 2003 года               |
| 215   | Флаг Беларуси | Пенчук, Борис Михайлович        | Профессор кафедры оркестрового дирижирования Белорусской государственной академии музыки                                            | 8 июля 2003 года                |
| 216   | Флаг Беларуси | Асецкий, Людвиг Петрович        | Художник-график | 2 сентября 2003 года            |
| 217   | Флаг Беларуси | Финогенова, Анна Владимировна   | Начальник отдела воспитальной и социальной работы управления образования Гродненского областного исполнительного комитета           | 15 октября 2003 года            |
| 218   | Флаг России   | Ганичев, Валерий Николаевич     | Председатель Союза писателей России                                                                                                 | 29 октября 2003 года            |
| 219   | Флаг Беларуси | Матюк, Владимир Фёдорович       | Заведующий лабораторией Института прикладной физики НАН Белоруссии                                                                  | 5 ноября 2003 года              |
| 220   | Флаг Беларуси | Лось, Елена Георгиевна          | Художник-график | 19 ноября 2003 года             |
| 221   | Флаг Беларуси | Зарецкая, Вера Яковлевна        | Заведующий кафедрой методики обучения белорусской литературы и краеведения Брестского государственного университета имени А.Пушкина | 23 декабря 2003 года            |

## За 2004 год
Число награждённых — 15 человек.
| № п/п | Стра на       | Фамилия Имя Отчество          | Должность либо профессия на момент награждения | Дата награждения (выхода указа) |
| ----- | ------------- | ----------------------------- | --- | ------------------------------- |
| 222   | Флаг Беларуси | Бодяко, Александр Михайлович  | Заведующий лабораторией Института технологии металлов НАН Белоруссии                                                                                    | 23 января 2004 года             |
| 223   | Флаг Беларуси | Джагаров, Борис Михайлович    | Заведующий лабораторией Института молекулярной и атомной физики НАН Белоруссии                                                                          | 23 января 2004 года             |
| 224   | Флаг Беларуси | Ильина, Зинаида Макаровна     | Заведующий отделом Института аграрной экономики НАН Белоруссии                                                                                          | 23 января 2004 года             |
| 225   | Флаг Беларуси | Кудряшов, Владимир Петрович   | Заведующий лабораторией Института радиобиологии НАН Белоруссии                                                                                          | 23 января 2004 года             |
| 226   | Флаг Беларуси | Прохоренко, Пётр Петрович     | Директор Института прикладной физики НАН Белоруссии | 23 января 2004 года             |
| 227   | Флаг Беларуси | Федосюк, Валерий Михайлович   | Заместитель директора по научной работе Института физики твёрдого тела и полупроводников НАН Белоруссии                                                 | 23 января 2004 года             |
| 228   | Флаг Беларуси | Комарова, Ирина Анатольевна   | Декан факультета педагогики и психологии детства Могилёвского государственного университета имени А.Кулешова                                            | 9 февраля 2004 года             |
| 229   | Флаг Беларуси | Шляхтюк, Зинаида Николаевна   | Директор Новогрудского государственного торгово-экономического колледжа                                                                                 | 22 марта 2004 года              |
| 230   | Флаг России   | Панасюк, Иван Павлович        | Председатель правления Новосибирского городского общественного объединения «Белорусский культурно-просветительский центр во имя Св. Ефросиньи Полоцкой» | 27 сентября 2004 года           |
| 231   | Флаг Беларуси | Антипова, Маргарита Борисовна | Заведующий лабораторией теории и методики обучения в начальных классах Национального института образования                                              | 27 сентября 2004 года           |
| 232   | Флаг Беларуси | Конюшкевич, Мария Иосифовна   | Заведующий кафедрой русского языка Гродненского государственного университета имени Янки Купалы                                                         | 27 сентября 2004 года           |
| 233   | Флаг Беларуси | Стецко, Павел Владимирович    | Заведующий кафедрой белорусского и теоретического языкознания Гродненского государственного университета имени Янки Купалы                              | 27 сентября 2004 года           |
| 234   | Флаг Беларуси | Авдеева, Наталья Петровна     | Заместитель председателя Постоянной комиссии по образованию, культуре, науке и научно-техническому прогрессу                                            | 14 октября 2004 года            |
| 235   | Флаг Беларуси | Денисова, Ольга Михайловна    | Ведущий мастер сцены Национального академического драматического театра имени М.Горького                                                                | 25 ноября 2004 года             |
| 236   | Флаг Беларуси | Мархель, Татьяна Григорьевна  | Ведущий мастер сцены Республиканского театра белорусской драматургии                                                                                    | 29 декабря 2004 года            |

## За 2005 год
Число награждённых — 13 человек.
| № п/п | Стра на       | Фамилия Имя Отчество               | Должность либо профессия на момент награждения | Дата награждения (выхода указа) |
| ----- | ------------- | ---------------------------------- | --- | ------------------------------- |
| 237   | Флаг Беларуси | Дьяченко, Нина Николаевна          | Главный балетмейстер Белорусского государственного музыкального театра                                                                                     | 7 февраля 2005 года             |
| 238   | Флаг Беларуси | Оловников, Игорь Владимирович      | Ведущий мастер сцены Белорусского государственного ордена Трудового Красного Знамени филармонии                                                            | 22 марта 2005 года              |
| 239   | Флаг Беларуси | Исаев, Алексей Николаевич          | Директор-художественный руководитель Белорусского государственного музыкального театра                                                                     | 10 июня 2005 года               |
| 240   | Флаг России   | Шугля, Владимир Фёдорович          | Сопредседатель Тюменского национально-культурного товарищества «Беларусь»                                                                                  | 20 июня 2005 года               |
| 241   | Флаг Беларуси | Кирвель, Чеслав Станиславович      | Заведующий кафедрой философии Гродненского государственного университета имени Янки Купалы                                                                 | 4 августа 2005 года             |
| 242   | Флаг Беларуси | Новак, Валентина Станиславовна     | Профессор кафедры белорусской литературы Гомельского государственного университета имени Франциска Скорины                                                 | 29 сентября 2005 года           |
| 243   | Флаг Беларуси | Карпович, Таисия Андреевна         | Ведущий научный сотрудник филиала «Дом Ваньковичей. Культура и искусство первой половины XIX века» Национального художественного музея Республики Беларусь | 2 ноября 2005 года              |
| 244   | Флаг Польши   | Швед, Виктор Никитович             | Поэт | 15 ноября 2005 года             |
| 245   | Флаг Беларуси | Минченя, Владимир Тимофеевич       | Доцент кафедры конструирования и производства приборов Белорусского национального технического университета                                                | 15 ноября 2005 года             |
| 246   | Флаг Латвии   | Бураг, Николай Лавренович          | Председатель объединения общественных организаций национальных меньшинств Латвии «Союз»                                                                    | 28 ноября 2005 года             |
| 247   | Флаг Латвии   | Пискунова, Валентина Александровна | Председатель Союза белорусов Латвии | 28 ноября 2005 года             |
| 248   | Флаг Беларуси | Чиркун, Олег Михайлович            | Композитор, член Союза композиторов Белоруссии | 5 декабря 2005 года             |
| 249   | Флаг Беларуси | Бачило, Людмила Эдуардовна         | Директор Гимназии № 1 г. Борисова | 13 декабря 2005 года            |

## За 2006 год
Число награждённых — 50 человек.
| № п/п | Стра на       | Фамилия Имя Отчество                    | Должность либо профессия на момент награждения | Дата награждения (выхода указа) |
| ----- | ------------- | --------------------------------------- | --- | ------------------------------- |
| 250   | Флаг Беларуси | Аверков, Александр Константинович       | Ведущий программы дирекции информационного вещания закрытого акционерного товарищества «Второй национальный телеканал»                                                                | 24 января 2006 года             |
| 251   | Флаг Беларуси | Баклейчев, Владимир Анатольевич         | Комментатор координационной дирекции Белорусского радио Национальной государственной телерадиокомпании                                                                                | 24 января 2006 года             |
| 252   | Флаг Беларуси | Куцук, Алексей Николаевич               | Начальник службы эксплуатации телевизионных студий технической дирекции ЗАТ «Столичное телевидение»                                                                                   | 24 января 2006 года             |
| 253   | Флаг Беларуси | Рудомётов, Игорь Александрович          | Специальный корреспондент ЗАТ «Второй национальный телеканал» | 24 января 2006 года             |
| 254   | Флаг Беларуси | Рунц, Зинаида Александровна             | Директор дирекции спортивного вещания ЗАТ «Столичное телевидение» | 24 января 2006 года             |
| 255   | Флаг Беларуси | Хрусталёв, Егор Вячеславович            | Заместитель председателя правления ЗАТ «Второй национальный телеканал» | 24 января 2006 года             |
| 256   | Флаг Беларуси | Шоба, Нина Вячеславовна                 | Специальный корреспондент отдела подготовки телепрограмм главной дирекции телепроизводства Белорусского телевидения Национальной государственной телерадиокомпании                    | 24 января 2006 года             |
| 257   | Флаг Беларуси | Шпитальников, Владимир Борисович        | Заместитель генерального директора ЗАТ «Столичное телевидение» | 24 января 2006 года             |
| 258   | Флаг Беларуси | Слободчиков, Владимир Иванович          | Заведующий кафедрой скульптуры Белорусской государственной академии искусств | 7 февраля 2006 года             |
| 259   | Флаг Беларуси | Булька, Юозас Винцевич                  | Настоятель религиозной общины «Парафия костёла Святой Анны в деревне Мосар Глубоцкого района Витебской диацезии Римско-католического Костёла в Республике Беларусь»                   | 21 февраля 2006 года            |
| 260   | Флаг Беларуси | Анищенко, Владимир Викторович           | Заместитель генерального директора Объединённого института проблем информатики НАН Белоруссии                                                                                         | 1 марта 2006 года               |
| 261   | Флаг Беларуси | Аврукевич, Александр Михайлович         | Дирижёр оркестра ансамбля песни, музыки и танца «Белыя росы» Гродненской областной филармонии                                                                                         | 1 марта 2006 года               |
| 262   | Флаг Беларуси | Богатко, Иван Николаевич                | Редактор редакции газеты «Прамень» и программы радиовещания «Радыё Стоўбцы» | 1 марта 2006 года               |
| 263   | Флаг Беларуси | Белый, Владимир Николаевич              | Главный научный сотрудник Института физики имени Б. И. Степанова НАН Белоруссии | 1 марта 2006 года               |
| 264   | Флаг Беларуси | Бирюкова, Ольга Владимировна            | Заместитель председателя Комитета по архивам и деловедению при Совете Министров Республики Беларусь                                                                                   | 1 марта 2006 года               |
| 265   | Флаг Беларуси | Бубер, Александр Николаевич             | Ведущий мастер сцены Национального академического Большого театра балета Республики Беларусь                                                                                          | 1 марта 2006 года               |
| 266   | Флаг Беларуси | Гордеев, Яков Яковлевич                 | Профессор кафедры неврологии Гродненского государственного медицинского университета                                                                                                  | 1 марта 2006 года               |
| 267   | Флаг Беларуси | Гостюхин, Владимир Васильевич           | Ведущий мастер сцены театра-студии киноактёра РУП «Национальная киностудия „Белорусфильм“»                                                                                            | 1 марта 2006 года               |
| 268   | Флаг Беларуси | Гейхман, Валерий Яковлевич              | Заведующий отдела культуры Ельского районного исполнительного комитета | 1 марта 2006 года               |
| 269   | Флаг Беларуси | Делендик, Анатолий Андреевич            | Писатель, член Союза писателей Белоруссии | 1 марта 2006 года               |
| 270   | Флаг Беларуси | Изворска-Елизарьева, Маргарита Николова | Художественный руководитель Национального академического Большого театра оперы Республики Беларусь                                                                                    | 1 марта 2006 года               |
| 271   | Флаг Беларуси | Ильющенко, Александр Фёдорович          | Генеральный директор Белорусского государственного научно-исследовательского концерна порошковой металлургии — директор Института порошковой металлургии                              | 1 марта 2006 года               |
| 272   | Флаг Беларуси | Коваленя, Александр Александрович       | Директор Института истории НАН Белоруссии | 1 марта 2006 года               |
| 273   | Флаг Беларуси | Календа, Людмила Валерьяновна           | Ответственный секретарь издательства «Беларуская Энцыклапедыя імя П.Броўкі» | 1 марта 2006 года               |
| 274   | Флаг Беларуси | Кашперов, Александр Борисович           | Ведущий мастер сцены театра-студии киноактёра РУП «Национальная киностудия „Белорусфильм“»                                                                                            | 1 марта 2006 года               |
| 275   | Флаг Беларуси | Козел, Валентина Ивановна               | Преподаватель Барановичского государственного профессионального лицея машиностроения                                                                                                  | 1 марта 2006 года               |
| 276   | Флаг Беларуси | Лемешёнок, Анатолий Иванович            | Главный редактор редакции газеты «Рэспубліка» | 1 марта 2006 года               |
| 277   | Флаг Беларуси | Лесникович, Анатолий Иванович           | Заместитель Председателя Президиума НАН Белоруссии | 1 марта 2006 года               |
| 278   | Флаг Беларуси | Новикова, Ирина Леонидовна              | Главный архивист отдела информационно-поисковых систем Национального исторического архива Белоруссии                                                                                  | 1 марта 2006 года               |
| 279   | Флаг Беларуси | Окороков, Александр Николаевич          | Профессор кафедры терапии № 2 факультета повышения квалификации и переподготовки кадров Витебского государственного ордена Дружбы народов медицинского университета                   | 1 марта 2006 года               |
| 280   | Флаг Беларуси | Радионов, Владимир Сергеевич            | Учитель Государственной общеобразовательной средней школы № 3 г. Столбцы | 1 марта 2006 года               |
| 281   | Флаг Беларуси | Рудковский, Виктор Михайлович           | Печатник офсетной печати Бобруйской укрупнённой типографии имени А. Т. Непогодина | 1 марта 2006 года               |
| 282   | Флаг Беларуси | Сафроненко, Людмила Владимировна        | Заведующий отделом научно-производственного РУП «БЕЛНДКТІММП» НАН Белоруссии | 1 марта 2006 года               |
| 283   | Флаг Беларуси | Стефанович, Юлия Викторовна             | Ведущий мастер сцены Государственного академического симфонического оркестра Республики Беларусь Белорусской государственной ордена Трудового Красного Знамени филармонии             | 1 марта 2006 года               |
| 284   | Флаг Беларуси | Тикунова, Людмила Викторовна            | Ведущий редактор редакции тематического планирования, литературной подготовки изданий и маркетинга издательства «Народная асвета»                                                     | 1 марта 2006 года               |
| 285   | Флаг Беларуси | Чекерес, Сергей Николаевич              | Артист высшей категории Национального академического драматического театра имени М.Горького                                                                                           | 1 марта 2006 года               |
| 286   | Флаг Беларуси | Шабловская, Людмила Львовна             | Учитель Шарковщинской государственной общеобразовательной срещней школы № 1 | 1 марта 2006 года               |
| 287   | Флаг Беларуси | Давыдько, Геннадий Брониславович        | Депутат Палаты представителей Национального собрания Республики Беларусь | 21 апреля 2006 года             |
| 288   | Флаг Беларуси | Хатько, Лариса Лукьяновна               | Заместитель директора по учебно-воспитательной работе Гродненского государственного профессионально-технического колледжа бытового обслуживания населения                             | 30 июня 2006 года               |
| 289   | Флаг Беларуси | Курмакин, Анатолий Дмитриевич           | Артист высшей категории Национального академического народного оркестра Республики Беларусь имени И.Жиновича Белорусской государственной ордена Трудового Красного Знамени филармонии | 31 августа 2006 года            |
| 290   | Флаг Беларуси | Сидорова, Елена Юрьевна                 | Артист высшей категории Национального академического театра имени Янки Купалы | 31 августа 2006 года            |
| 291   | Флаг России   | Трухина, Лариса Николаевна              | Солистка-вокалистка концертного объединения «Эстрада» Московского объединения «Москонцерт»                                                                                            | 31 августа 2006 года            |
| 292   | Флаг Беларуси | Дударенко, Леонид Александрович         | Художник, член Союза художников Белоруссии | 9 ноября 2006 года              |
| 293   | Флаг Беларуси | Савицкий, Валентин Николаевич           | Художник, член Союза художников Белоруссии | 9 ноября 2006 года              |
| 294   | Флаг Беларуси | Тесаков, Ким Дмитриевич                 | Композитор, член Союза композиторов Белоруссии | 9 ноября 2006 года              |
| 295   | Флаг Беларуси | Чернецова, Валентина Ивановна           | Директор средней школы № 2 г.Ошмяны | 9 ноября 2006 года              |
| 296   | Флаг Беларуси | Яконюк, Вадим Леонтьевич                | Заведующий кафедры музыкальной педагогики, истории и теории исполнительного искусства Белорусской государственной академии музыки                                                     | 9 ноября 2006 года              |
| 297   | Флаг Беларуси | Соловьёв, Валентин Николаевич           | Ведущий мастер сцены Национального академического драматического театра имени Якуба Колоса                                                                                            | 26 декабря 2006 года            |
| 298   | Флаг Беларуси | Немцов, Виктор Викторович               | Художник монументально-декоративного искусства, член Союза художников Белоруссии | 26 декабря 2006 года            |
| 299   | Флаг Беларуси | Федосеенко, Владимир Константинович     | Писатель, член Союза писателей Белоруссии | 26 декабря 2006 года            |

## За 2007 год
Число награждённых — 38 человек.
| № п/п | Стра на       | Фамилия Имя Отчество            | Должность либо профессия на момент награждения | Дата награждения (выхода указа) |
| ----- | ------------- | ------------------------------- | --- | ------------------------------- |
| 300   | Флаг Беларуси | Висмонт, Франтишек Иванович     | Заведующий кафедрой патологической физиологии Белорусского государственного медицинского университета                                                                 | 22 февраля 2007 года            |
| 301   | Флаг Беларуси | Гордеенко, Владимир Титович     | Художник, член Союза художников Белоруссии | 22 февраля 2007 года            |
| 302   | Флаг Беларуси | Абламейко, Сергей Владимирович  | Генеральный директор Объединённого института проблем информатики НАН Белоруссии                                                                                       | 20 апреля 2007 года             |
| 303   | Флаг Беларуси | Лобович, Яков Михайлович        | Директор Гомельского государственного цирка | 27 июня 2007 года               |
| 304   | Флаг Беларуси | Малявка, Николай Александрович  | Заместитель главного редактора учреждения "Редакция журнала «Вясёлка»"                                                                                                | 27 июня 2007 года               |
| 305   | Флаг Беларуси | Мищенчук, Владимир Андреевич    | Декан театрального факультета Белорусской государственной академии искусств                                                                                           | 27 июня 2007 года               |
| 306   | Флаг Беларуси | Чернявский, Николай Николаевич  | Редактор отдела-члена редколлегии учреждения "Редакция журнала «Вясёлка»"                                                                                             | 27 июня 2007 года               |
| 307   | Флаг Беларуси | Повлють, Вячеслав Павлович      | Артист высшей категории Национального академического театра имени Янки Купалы                                                                                         | 5 июля 2007 года                |
| 308   | Флаг Беларуси | Сигов, Игорь Алексеевич         | Ведущий мастер сцены Республиканского театра белорусской драматургии                                                                                                  | 5 июля 2007 года                |
| 309   | Флаг Беларуси | Минченко, Павел Владимирович    | Частный корреспондент газеты «Советская Белоруссия» | 9 августа 2007 года             |
| 310   | Флаг Беларуси | Торопецкая, Галина Михайловна   | Заместитель главного редактора газеты «Советская Белоруссия» | 9 августа 2007 года             |
| 311   | Флаг Беларуси | Орлович, Валентин Антонович     | Ведущий научный сотрудник Института физики имени Б. И. Степанова НАН Белоруссии                                                                                       | 30 августа 2007 года            |
| 312   | Флаг Беларуси | Боровикова, Раиса Андреевна     | Главный редактор журнала «Маладосць» издательства «Літаратура і мастацтва»                                                                                            | 30 августа 2007 года            |
| 313   | Флаг Беларуси | Волков, Николай Михайлович      | Заведующий кафедрой медных духовых и ударных инструментов Белорусской государственной академии музыки                                                                 | 30 августа 2007 года            |
| 314   | Флаг Беларуси | Галуза, Иларион Викторович      | Заведующий кафедрой методики преподавания физики и астраномии Витебского государственного университета имени П. М. Машерова                                           | 30 августа 2007 года            |
| 315   | Флаг Беларуси | Игумнова, Алла Михайловна       | Художественный руководитель образцового хора мальчиков и юношей Брестского областного Дворца культуры Федерации профсоюзов Белоруссии                                 | 30 августа 2007 года            |
| 316   | Флаг Беларуси | Масумян, Белла Амиковна         | Артистка высшей категории Национального академического драматического театра имени М.Горького                                                                         | 30 августа 2007 года            |
| 317   | Флаг Беларуси | Степанова, Валентина Алексеевна | Заместитель директора по идеологии Национального академического драматического театра имени М.Горького                                                                | 30 августа 2007 года            |
| 318   | Флаг Беларуси | Бабарикин, Виктор Владимирович  | Главный дирижёр Президентского оркестра Дворца Республики | 15 ноября 2007 года             |
| 319   | Флаг Беларуси | Гусаченко, Тамара Ивановна      | Председатель Витебского областного отделения Союза писателей Белоруссии                                                                                               | 15 ноября 2007 года             |
| 320   | Флаг Беларуси | Комаровская, Зинаида Николаевна | Директор Государственного литературно-мемориального музея Якуба Колоса                                                                                                | 15 ноября 2007 года             |
| 321   | Флаг Беларуси | Кондрусевич, Владимир Петрович  | | 15 ноября 2007 года             |
| 322   | Флаг Беларуси | Мартинович, Александр Андреевич | Секретарь правления Союза писателей Белоруссии | 15 ноября 2007 года             |
| 323   | Флаг Беларуси | Шамякина, Татьяна Ивановна      | Заведующий кафедры белорусской литературы и культуры Белорусского государственного университета                                                                       | 15 ноября 2007 года             |
| 324   | Флаг Беларуси | Будкевич, Владимир Владимирович | Декан оркестрового факультета Белорусской государственной академии музыки                                                                                             | 28 декабря 2007 года            |
| 325   | Флаг Беларуси | Валетов, Валентин Васильевич    | Ректор Мозырского государственного педагогического университета имени И. П. Шамякина                                                                                  | 28 декабря 2007 года            |
| 326   | Флаг Беларуси | Вашкевич, Виктор Витольдович    | Артист оркестра высшей категории ансамбля песни, музыки и танца «Белыя росы» Гродненской областной филармонии                                                         | 28 декабря 2007 года            |
| 327   | Флаг Беларуси | Галец, Василий Николаевич       | Ведущий мастер сцены Могилёвского областного драматического театра | 28 декабря 2007 года            |
| 328   | Флаг Беларуси | Ксендзов, Александр Павлович    | Мастер монументально-декоративного искусства, член Союза художников Белоруссии                                                                                        | 28 декабря 2007 года            |
| 329   | Флаг Беларуси | Маскевич, Сергей Александрович  | Депутат Палаты представителей Национального собрания Республики Беларусь, член Постоянной комиссии по бюджету, финансах и налоговой политике                          | 28 декабря 2007 года            |
| 330   | Флаг Беларуси | Материнко, Елена Петровна       | Ведущий мастер сцены Могилёвской областной филармонии | 28 декабря 2007 года            |
| 331   | Флаг Беларуси | Подпалов, Владислав Павлович    | Заведующий кафедрой терапии № 1 факультета повышения квалификации и переподготовки кадров Витебского государственного ордена Дружбы народов медицинского университета | 28 декабря 2007 года            |
| 332   | Флаг Беларуси | Песецкий, Евгений Викторович    | Редактор отдела фотоиллюстраций учреждения "Редакция газеты «Звязда»                                                                                                  | 28 декабря 2007 года            |
| 333   | Флаг Беларуси | Суховей, Светлана Ивановна      | Ведущий мастер сцены театра-студии киноактёра РУП "Нацыянальная кінастудыя «Беларусьфільм»                                                                            | 28 декабря 2007 года            |
| 334   | Флаг Беларуси | Ткачёв, Владимир Викторович     | Мастер монументально-декоративного искусства, член Союза художников Белоруссии                                                                                        | 28 декабря 2007 года            |
| 335   | Флаг Беларуси | Телеш, Владимир Михайлович      | Заместитель директора издательства «Народная асвета» | 28 декабря 2007 года            |
| 336   | Флаг Беларуси | Бородина, Людмила Афанасьевна   | Продюсер исполнительской продюсерской группы главной дирекции телеканала «Лад» Национальной государственной телерадиокомпании                                         | 31 декабря 2007 года            |
| 337   | Флаг Беларуси | Рылатко, Владимир Петрович      | Первый заместитель Министра культуры Белоруссии | 31 декабря 2007 года            |

## За 2008 год
Число награждённых — 64 человека.
| № п/п | Стра на       | Фамилия Имя Отчество               | Должность либо профессия на момент награждения | Дата награждения (выхода указа) |
| ----- | ------------- | ---------------------------------- | --- | ------------------------------- |
| 338   | Флаг России   | Гриб, Михаил Иосифович             | Генеральный директор компании «Кёнигсберг Трейдинг» | 19 февраля 2008 года            |
| 339   | Флаг России   | Коврига, Франциск Петрович         | Председатель совета Федеральной национально-культурной автономии «Белорусы России» | 19 февраля 2008 года            |
| 340   | Флаг России   | Косточко, Сергей Иванович          | Художественный руководитель общественного творческого союза «Славянский круг» | 19 февраля 2008 года            |
| 341   | Флаг России   | Крупенько, Аркадий Степанович      | Председатель совета национально-культурной автономии «Беларусь» в Республике Коми | 19 февраля 2008 года            |
| 342   | Флаг Беларуси | Лесная, Оксана Николаевна          | Ведущий мастер сцены Национального академического драматического театра имени М.Горького | 19 февраля 2008 года            |
| 343   | Флаг Беларуси | Михайлова, Наталья Владимировна    | Художественный руководитель Государственного камерного хора Республики Беларусь Белорусской государственной ордена Трудового Красного Знамени филармонии                                               | 19 февраля 2008 года            |
| 344   | Флаг Беларуси | Нехаенко, Владимир Николаевич      | Декан фортепианного и композиторско-музыковедческого факультета Белорусской государственной академии музыки                                                                                            | 19 февраля 2008 года            |
| 345   | Флаг Беларуси | Радзивиллов, Владимир Геннадьевич  | Артист разговорного жанра высшей категории концертно-гастрольного отдела Белорусской государственной ордена Трудового Красного Знамени филармонии                                                      | 19 февраля 2008 года            |
| 346   | Флаг Беларуси | Сацура, Николай Владимирович       | Репетитор по вокалу ансамбля «Сябры» обособленного структурного подразделения «Белконцерт» Белорусской государственной ордена Трудового Красного Знамени филармонии                                    | 19 февраля 2008 года            |
| 347   | Флаг России   | Счасливенко, Людмила Ивановна      | Заместитель директора по культуре Новосибирской городской общественной организации «Белорусский культурно-просветительский центр имени Святой Ефросиньи Полоцкой»                                      | 19 февраля 2008 года            |
| 348   | Флаг Беларуси | Шкарубо, Валерий Фёдорович         | Художник-живописец, член Союза художников Белоруссии | 19 февраля 2008 года            |
| 349   | Флаг Беларуси | Касымова, Маргарита Наимовна       | Ведущий редактор главной редакции РУП "Нацыянальная кінастудыя «Беларусьфільм» | 18 марта 2008 года              |
| 350   | Флаг Беларуси | Корзун, Светлана Николаевна        | Учитель информатики и математики Синявской государственной общеобразовательной средней школы Клецкого района                                                                                           | 18 марта 2008 года              |
| 351   | Флаг Беларуси | Михалевич, Александр Александрович | Главный научный сотрудник Института тепло- и массообмена имени А. В. Лыкова НАН Белоруссии | 18 марта 2008 года              |
| 352   | Флаг Беларуси | Прокопцов, Владимир Иванович       | Директор Национального художественного музея Республики Беларусь | 18 марта 2008 года              |
| 353   | Флаг России   | Петров, Сергей Савельевич          | Режиссёр-постановщик концертных программ компании «Голд мюзик.ру» (Москва) | 18 марта 2008 года              |
| 354   | Флаг Беларуси | Шукан, Нина Николаевна             | Заместитель директора театра-студии киноактёра РУП "Нацыянальная кінастудыя «Беларусьфільм» | 18 марта 2008 года              |
| 355   | Флаг Беларуси | Яблонский, Геннадий Петрович       | Заведующий лабораторией Института физики имени Б. И. Степанова НАН Белоруссии | 18 марта 2008 года              |
| 356   | Флаг Беларуси | Ксенофонтов, Михаил Александрович  | Заведующий лабораторией физико-химии полимерных материалов и природных органических соединений Института прикладных физических проблем имени А. Н. Севченко Белорусского государственного университета | 15 мая 2008 года                |
| 357   | Флаг Беларуси | Кучинский, Эдуард Викторович       | Преподаватель цикловой комиссии струнно-смычковых инструментов Республиканской гимназии-колледжа при Белорусской государственной академии музыки                                                       | 15 мая 2008 года                |
| 358   | Флаг Беларуси | Мишкевич, Михаил Вацлавович        | Декан факультета международных экономических отношений Белорусского государственного экономического университета                                                                                       | 15 мая 2008 года                |
| 359   | Флаг Беларуси | Полещук, Ирина Ивановна            | Заведующий кафедрой логистики и ценовой политики Белорусского государственного экономического университета                                                                                             | 15 мая 2008 года                |
| 360   | Флаг Беларуси | Реут, Олег Павлович                | Начальник управления науки и инновационной деятельности Министерства образования Республики Беларусь                                                                                                   | 15 мая 2008 года                |
| 361   | Флаг Беларуси | Семченко, Татьяна Павловна         | Руководитель, балетмейстер заслуженного любительского коллектива Республики Беларусь ансамбля танца «Ровесник» Республиканского Дворца культуры профсоюзов                                             | 15 мая 2008 года                |
| 362   | Флаг Беларуси | Шимова, Ольга Сергеевна            | Заведующий кафедрой экономики природопользования Белорусского государственного экономического университета                                                                                             | 15 мая 2008 года                |
| 363   | Флаг Беларуси | Батырова, Лилия Григорьевна        | Преподаватель, концертмейстер Брестского государственного музыкального колледжа имени Г.Ширмы | 10 июля 2008 года               |
| 364   | Флаг Беларуси | Бунделева, Елена Геннадьевна       | Солист оперы, ведущий мастер сцены Национального академического Большого театра оперы Республики Беларусь                                                                                              | 10 июля 2008 года               |
| 365   | Флаг Беларуси | Громов, Владимир Валерьевич        | Солист оперы высшей категории Национального академического Большого театра оперы Республики Беларусь                                                                                                   | 10 июля 2008 года               |
| 366   | Флаг Беларуси | Дорохина, Ирина Александровна      | Директор детской хореографической школы № 1 г. Минска | 10 июля 2008 года               |
| 367   | Флаг Беларуси | Курьян, Алеся Аркадьевна           | Артистка балета ансамбля «Харошкі» | 10 июля 2008 года               |
| 368   | Флаг Беларуси | Порохневич, Наталья Павловна       | Преподаватель Гродненского государственного колледжа искусств | 10 июля 2008 года               |
| 369   | Флаг Беларуси | Порубов, Николай Иванович          | Профессор кафедры криминалистики Академии Министерства внутренних дел Республики Беларусь | 10 июля 2008 года               |
| 370   | Флаг Беларуси | Ровба, Евгений Алексеевич          | Ректор Гродненского государственного университета имени Янки Купалы | 10 июля 2008 года               |
| 371   | Флаг Беларуси | Саркисова, Регина Николаевна       | Артистка оркестра, ведущий мастер сцены Национального академического Большого театра оперы Республики Беларусь                                                                                         | 10 июля 2008 года               |
| 372   | Флаг Беларуси | Станевич, Людмила Ивановна         | Артистка-вокалистка, ведущий мастер сцены Белорусского государственного музыкального театра | 10 июля 2008 года               |
| 373   | Флаг Беларуси | Ткаченко, Владимир Николаевич      | Артист оркестра, ведущий мастер сцены Национального оркестра симфонической и эстрадной музыки Республики Беларусь                                                                                      | 10 июля 2008 года               |
| 374   | Флаг Беларуси | Шарубина, Нина Владимировна        | Солистка оперы, ведущий мастер сцены Национального академического Большого театра оперы Республики Беларусь                                                                                            | 10 июля 2008 года               |
| 375   | Флаг Беларуси | Шиковец, Виктор Владимирович       | Хормейстер Национального академического народного хора Республики Беларусь имени Г. И. Цитовича | 10 июля 2008 года               |
| 376   | Флаг Беларуси | Абрамов, Модест Модестович         | Художественный руководитель Белорусского государственного молодёжного театра | 2 сентября 2008 года            |
| 377   | Флаг Беларуси | Волкова, Оксана Владимировна       | Солист оперы, ведущий мастер сцены Национального академического Большого театра оперы Республики Беларусь                                                                                              | 2 сентября 2008 года            |
| 378   | Флаг Беларуси | Герасевич, Иван Прокопович         | Артист, ведущий мастер сцены Брестского театра кукол | 2 сентября 2008 года            |
| 379   | Флаг Беларуси | Жук, Игорь Георгиевич              | Первый проректор Гродненского государственного медицинского университета | 2 сентября 2008 года            |
| 380   | Флаг Беларуси | Марченко, Людмила Николаевна       | Заведующий кафедрой болезней глаз Белорусского государственного медицинского университета | 2 сентября 2008 года            |
| 381   | Флаг Беларуси | Москвина, Анастасия Игоревна       | Солист оперы, ведущий мастер сцены Национального академического Большого театра оперы Республики Беларусь                                                                                              | 2 сентября 2008 года            |
| 382   | Флаг Беларуси | Шаров, Александр Анатольевич       | Ведущий мастер сцены Белорусского государственного молодёжного театра | 2 сентября 2008 года            |
| 383   | Флаг Беларуси | Букатина, Галина Николаевна        | Ведущий мастер сцены Национального академического драматического театра имени Якуба Колоса | 14 октября 2008 года            |
| 384   | Флаг Беларуси | Грицевский, Владимир Владимирович  | Ведущий мастер сцены театра-студии киноактёра РУП "Нацыянальная кінастудыя «Беларусьфільм» | 14 октября 2008 года            |
| 385   | Флаг Беларуси | Колос, Людмила Яковлевна           | Заведующий кафедрой песень Белорусской государственной академии музыки | 14 октября 2008 года            |
| 386   | Флаг Беларуси | Кундянок, Светлана Семёновна       | Преподаватель Могилёвского государственного музыкального училища имени М. А. Римского-Корсакова | 14 октября 2008 года            |
| 387   | Флаг Беларуси | Провалинский, Владимир Михайлович  | Артист-вокалист, заместитель директора по общим вопросам Института биоорганической химии НАН Белоруссии                                                                                                | 14 октября 2008 года            |
| 388   | Флаг Беларуси | Семаков, Вячеслав Васильевич       | Заместитель генерального директора государственного природоохранного учреждения "Нацыянальны парк «Белавежская пушча»"                                                                                 | 14 октября 2008 года            |
| 389   | Флаг Беларуси | Стажаров, Александр Николаевич     | Заведующий кафедры радиационной медицины и экологии Белорусского государственного медицинского университета                                                                                            | 14 октября 2008 года            |
| 390   | Флаг Беларуси | Фалькович, Дана Георгиевна         | Артистка балета высшей категории государственного учреждения «Заслужаны калектыў Рэспублікі Беларусь Дзяржаўны ансамбль танца Беларусі»                                                                | 14 октября 2008 года            |
| 391   | Флаг Беларуси | Терпицкий, Анатолий Константинович | Ведущий мастер сцены театра-студии киноактёра РУП "Нацыянальная кінастудыя «Беларусьфільм»" | 14 октября 2008 года            |
| 392   | Флаг Беларуси | Шрубок, Алина Петровна             | Ведущий редактор главного выпуска РУП «Беларускае тэлеграфнае агенцтва» | 14 октября 2008 года            |
| 393   | Флаг Беларуси | Гильдюк, Юрий Николаевич           | Художественный руководитель Белорусской государственной ордена Трудового Красного Знамени филармонии                                                                                                   | 4 декабря 2008 года             |
| 394   | Флаг Беларуси | Заянчиковская, Ирина Владимировна  | Артист-вокалист, ведущий мастер сцены Белорусского государственного музыкального театра | 4 декабря 2008 года             |
| 395   | Флаг Беларуси | Левчук, Тамара Борисовна           | Ведущий мастер сцены Брестского театра драмы и музыки имени Ленинского комсомола Белоруссии | 4 декабря 2008 года             |
| 396   | Флаг Беларуси | Метлицкий, Михаил Васильевич       | Ведущий мастер сцены Брестского театра драмы и музыки имени Ленинского комсомола Белоруссии | 4 декабря 2008 года             |
| 397   | Флаг Беларуси | Соломаха, Александр Петрович       | Первый заместитель Председателя Национальной телерадиокомпании Республики Беларусь | 4 декабря 2008 года             |
| 398   | Флаг Беларуси | Лобанок, Галина Александровна      | Ведущий мастер сцены Могилёвского областного драматического театра | 31 декабря 2008 года            |
| 399   | Флаг Беларуси | Неверкевич, Олег Владимирович      | Директор государственного учреждения "Санаторый «Белая Русь» Управления делами Президента Республики Беларусь                                                                                          | 31 декабря 2008 года            |
| 400   | Флаг Беларуси | Сабитов, Анатолий Асхатович        | Заместитель начальника управления культуры Минского городского исполнительного комитета | 31 декабря 2008 года            |
| 401   | Флаг Беларуси | Шут, Алексей Александрович         | Директор-художественный руководитель государственного учреждения «Музычная капэла „Санорус“ Мінскай вобласці»                                                                                          | 31 декабря 2008 года            |

## За 2009 год
Число награждённых — 59 человек.
| № п/п | Стра на                            | Фамилия Имя Отчество                | Должность либо профессия на момент награждения | Дата награждения (выхода указа) |
| ----- | ---------------------------------- | ----------------------------------- | --- | ------------------------------- |
| 402   | Флаг России                        | Пармон, Валентин Николаевич         | Генеральный директор Объединённого института катализа Сибирского отделения Российской академии наук                                                                                                  | 22 января 2009 года             |
| 403   | Флаг Китайской Народной Республики | Хайцзян, Ли                         | Президент Академии наук провинции Шаньдун Китайской Народной Республики | 22 января 2009 года             |
| 404   | Флаг Беларуси                      | Аврутин, Анатолий Юрьевич           | Редактор отдела поэзии журнала «Нёман» издательства «Літаратура і Мастацтва» | 6 февраля 2009 года             |
| 405   | Флаг Беларуси                      | Волчкевич, Тадеуш Михайлович        | Директор торгового республиканского унитарного предприятия «Гроднооблсоюзпечать» | 6 февраля 2009 года             |
| 406   | Флаг Беларуси                      | Сташкевич, Николай Стефанович       | Профессор кафедрой экономической истории Белорусского государственного экономического университета                                                                                                   | 6 февраля 2009 года             |
| 407   | Флаг Беларуси                      | Счастный, Владимир Григорьевич      | Посол по особым поручениям Министерства иностранных дел Республики Беларусь | 6 февраля 2009 года             |
| 408   | Флаг Беларуси                      | Дмитриевич, Александр Анатольевич   | Заведующий лабораторией Института порошковой металлургии | 6 февраля 2009 года             |
| 409   | Флаг Беларуси                      | Картель, Николай Александрович      | Заведующий лабораторией Института генетики и цитологии НАН Белоруссии | 6 февраля 2009 года             |
| 410   | Флаг Беларуси                      | Логинов, Владимир Фёдорович         | Главный научный сотрудник Института природопользования НАН Белоруссии | 6 февраля 2009 года             |
| 411   | Флаг Беларуси                      | Левкович, Василий Иванович          | Заместитель академика-секретаря Отделения гуманитарных наук и искусств НАН Белоруссии | 6 февраля 2009 года             |
| 412   | Флаг Беларуси                      | Мигун, Николай Петрович             | Директор Института прикладной физики НАН Белоруссии | 6 февраля 2009 года             |
| 413   | Флаг Беларуси                      | Налобова, Вера Леонидовна           | Заведующий лабораторией научно-производственной организации «Институт огородничества» | 6 февраля 2009 года             |
| 414   | Флаг Беларуси                      | Тузиков, Александр Васильевич       | Заместитель генерального директора по научной работе Объединённого института проблем информатики НАН Белоруссии                                                                                      | 6 февраля 2009 года             |
| 415   | Флаг Беларуси                      | Фамин, Никита Александрович         | Заведующий сектором Института тепло- и массообмена имени А. В. Лыкова НАН Белоруссии | 6 февраля 2009 года             |
| 416   | Флаг Беларуси                      | Абражевич, Михаил Анатольевич       | Директор детской музыкальной школы № 3 управления культуры Минского городского исполнительного комитета                                                                                              | 17 марта 2009 года              |
| 417   | Флаг Беларуси                      | Иванюкович, Светлана Ивановна       | Артист оркестра, ведущий мастер сцены государственного учреждения "Заслуженный коллектив Республики Беларусь «Национальный оркестр симфонической и эстрадной музыки Республики Беларусь»             | 17 марта 2009 года              |
| 418   | Флаг Беларуси                      | Ксёнц, Владимир Николаевич          | Артист оркестра, ведущий мастер сцены государственного учреждения "Заслуженный коллектив Республики Беларусь «Национальный оркестр симфонической и эстрадной музыки Республики Беларусь»             | 17 марта 2009 года              |
| 419   | Флаг Беларуси                      | Стешиц, Николай Арсеньевич          | Ведущий мастер сцены Могилёвского областного театра кукол | 17 марта 2009 года              |
| 420   | Флаг Беларуси                      | Чайков, Владимир Петрович           | Артист оркестра, ведущий мастер сцены государственного учреждения "Заслуженный коллектив Республики Беларусь «Национальный оркестр симфонической и эстрадной музыки Республики Беларусь»             | 17 марта 2009 года              |
| 421   | Флаг Беларуси                      | Кириченко, Елена Геннадьевна        | Заведующий кафедрой философии, истории и политологии Белорусского государственного университета транспорта                                                                                           | 31 марта 2009 года              |
| 422   | Флаг Беларуси                      | Барсуков, Евгений Сергеевич         | Директор Республиканского Дворца культуры ветеранов | 21 мая 2009 года                |
| 423   | Флаг Беларуси                      | Лелявский, Алексей Анатольевич      | Главный режиссёр Белорусского государственного театра кукол | 21 мая 2009 года                |
| 424   | Флаг Беларуси                      | Слаук, Валерий Петрович             | Художник-график, член Союза художников Белоруссии | 21 мая 2009 года                |
| 425   | Флаг Беларуси                      | Четверикова, Жаннета Петровна       | Ведущий мастер сцены Белорусского республиканского театра юного зрителя | 21 мая 2009 года                |
| 426   | Флаг Беларуси                      | Ивашкевич, Олег Анатольевич         | Директор Научно-исследовательского института физико-химических проблем Белорусского государственного университета                                                                                    | 18 июня 2009 года               |
| 427   | Флаг Беларуси                      | Пестис, Витольд Казимирович         | Ректор Гродненского государственного аграрного университета | 18 июня 2009 года               |
| 428   | Флаг Беларуси                      | Старовойтов, Виктор Андреевич       | Директор Белорусского государственного молодёжного театра | 18 июня 2009 года               |
| 429   | Флаг Беларуси                      | Авраменко, Валерий Леонтьевич       | Декан вокально-хорового факультета Белорусской государственной академии музыки | 4 августа 2009 года             |
| 430   | Флаг Беларуси                      | Беспалый, Александр Сергеевич       | Ведущий мастер сцены театра-студии киноактёра республиканского унитарного предприятия "Национальная киностудия «Белорусфильм»"                                                                       | 4 августа 2009 года             |
| 431   | Флаг Беларуси                      | Еренькова, Валентина Григорьевна    | Режиссёр-постановщик Национального академического драматического театра имени М. Горького | 4 августа 2009 года             |
| 432   | Флаг Беларуси                      | Котенёв, Анатолий Владимирович      | Ведущий мастер сцены театра-студии киноактёра республиканского унитарного предприятия "Национальная киностудия «Белорусфильм»"                                                                       | 4 августа 2009 года             |
| 433   | Флаг Беларуси                      | Куреко, Виктор Викторович           | Заведующий кафедрой детской анестезиологии и реаниматологии Белорусской медицинской академии последипломного образования                                                                             | 4 августа 2009 года             |
| 434   | Флаг Беларуси                      | Марецкий, Николай Николаевич        | Ведущий мастер сцены концертно-гастрольного отдела Белорусской государственной ордена Трудового Красного Знамени филармонии                                                                          | 4 августа 2009 года             |
| 435   | Флаг Беларуси                      | Осипова, Нина Викторовна            | Главный режиссёр концертных залов Белорусской государственной ордена Трудового Красного Знамени филармонии                                                                                           | 4 августа 2009 года             |
| 436   | Флаг Беларуси                      | Гладнёв, Алексей Леонидович         | Помощник художественного руководителя ансамбля «Харошкі» | 24 сентября 2009 года           |
| 437   | Флаг Беларуси                      | Елисеенков, Олег Николаевич         | Доцент кафедры искусства эстрады факультета музыкального искусства Белорусского государственного университета культуры и искусств                                                                    | 24 сентября 2009 года           |
| 438   | Флаг Беларуси                      | Кравченко, Антон Евгеньевич         | Артист балета, ведущий мастер сцены Национального академического Большого театра оперы и балета Республики Беларусь                                                                                  | 24 сентября 2009 года           |
| 439   | Флаг Беларуси                      | Моисеенко, Николай Сергеевич        | Солист оперы, ведущий мастер сцены Национального академического Большого театра оперы и балета Республики Беларусь                                                                                   | 24 сентября 2009 года           |
| 440   | Флаг Беларуси                      | Науменко, Яков Павлович             | Артист-вокалист, ведущий мастер сцены Национального академического народного оркестра Республики Беларусь имени И. Жиновича Белорусской государственной ордена Трудового Красного Знамени Филармонии | 24 сентября 2009 года           |
| 441   | Флаг Беларуси                      | Соколова, Елена Константиновна      | Главный дирижёр камерного хора Гомельской областной филармонии | 24 сентября 2009 года           |
| 442   | Флаг Беларуси                      | Троян, Юрий Антонович               | Главный балетмейстер Национального академического Большого театра оперы и балета Республики Беларусь                                                                                                 | 24 сентября 2009 года           |
| 443   | Флаг Беларуси                      | Тышкевич, Регина Иосифовна          | Профессор кафедры уравнений математической физики Белорусского государственного университета | 24 сентября 2009 года           |
| 444   | Флаг Беларуси                      | Алданов, Николай Михайлович         | Преподаватель Брестского государственного музыкального колледжа имени Г. Ширмы | 2 ноября 2009 года              |
| 445   | Флаг Беларуси                      | Александрович, Маргарита Викторовна | Артист-вокалист, ведущий мастер сцены Белорусского государственного академического музыкального театра                                                                                               | 2 ноября 2009 года              |
| 446   | Флаг Беларуси                      | Алимов, Лев Борисович               | Художник, член Белорусского союза художников | 2 ноября 2009 года              |
| 447   | Флаг Беларуси                      | Апалинская, Лариса Михайловна       | Директор гимназии № 9 г. Минска | 2 ноября 2009 года              |
| 448   | Флаг Беларуси                      | Григорчук, Михаил Владимирович      | Подполковник, начальник военно-оркестровой службы 86-й пограничной группы пограничной службы | 2 ноября 2009 года              |
| 449   | Флаг Беларуси                      | Заянчковский, Антон Вацлавович      | Артист-вокалист, ведущий мастер сцены Белорусского государственного академического музыкального театра                                                                                               | 2 ноября 2009 года              |
| 450   | Флаг Беларуси                      | Ивуть, Роман Болеславович           | Заведующий кафедрой экономики и управления на транспорте Белорусского национального технического университета                                                                                        | 2 ноября 2009 года              |
| 451   | Флаг Беларуси                      | Ластовка, Лучия Леонидовна          | Преподаватель по классу альта Республиканской гимназии-колледжа при Белорусской государственной академии музыки                                                                                      | 2 ноября 2009 года              |
| 452   | Флаг Беларуси                      | Парфёнов, Виктор Иванович           | Заведующий лабораторией флоры и систематики растений Института экспериментальной ботаники имени В. Ф. Купревича НАН Белоруссии                                                                       | 2 ноября 2009 года              |
| 453   | Флаг Беларуси                      | Тарантей, Виктор Петрович           | Декан педагогического факультета Гродненского государственного университета имени Янки Купалы | 2 ноября 2009 года              |
| 454   | Флаг Беларуси                      | Яскевич, Ядвига Станиславовна       | Директор Института социально-гуманитарного образования Белорусского государственного экономического факультета                                                                                       | 2 ноября 2009 года              |
| 455   | Флаг Латвии                        | Шаковец, Леонид Григорьевич         | Главный редактор газеты Союза белорусов Латвии «Прамень» | 11 декабря 2009 года            |
| 456   | Флаг Беларуси                      | Корнева, Тамара Александровна       | Артистка театра кукол, ведущий мастер сцены Гродненского областного театра кукол | 11 декабря 2009 года            |
| 457   | Флаг Беларуси                      | Чернуха, Вячеслав Иванович          | Дирижёр Национального академического Большого театра оперы и балета Республики Беларусь | 11 декабря 2009 года            |
| 458   | Флаг Беларуси                      | Шведова, Елена Владимировна         | Артист-вокалист, ведущий мастер сцены Национального академического Большого театра оперы и балета Республики Беларусь                                                                                | 11 декабря 2009 года            |
| 459   | Флаг Беларуси                      | Еромкин, Олег Игоревич              | Артист балета, ведущий мастер сцены Национального академического Большого театра оперы и балета Республики Беларусь                                                                                  | 11 декабря 2009 года            |
| 460   | Флаг Беларуси                      | Еромкина, Ирина Владимировна        | Артист балета, ведущий мастер сцены Национального академического Большого театра оперы и балета Республики Беларусь                                                                                  | 11 декабря 2009 года            |